# Флаг Коми АССР
Флаг Коми Автономной Советской Социалистической Республики — один из официальных государственных символов Коми Автономной Советской Социалистической Республики, наряду с гербом Представляет собой прямоугольное полотнище красного цвета с голубой полосой на шесте, с красной звездой в золотой рамке, золотым серпом и молотом, под которыми золотая надпись «Коми АССР». Отношение ширины флага к его длине составляет 1:2.

## История

### Первая версия

Первый флаг Коми АССР (1937-1938)

Первый флаг Коми АССР был описан в первой Конституции Коми АССР, которая была принята Центральным исполнительным комитетом Коми АССР 26 мая 1937 года на XI внеочередном съезде Советов Коми АССР. Флаг описан в статье 116 Конституции.

### Вторая версия

Второй флаг Коми АССР (1938-1954)

В 1938 году система письменности коми языка была изменена. Коми надписи на флаге, которые ранее использовали латинский алфавит Молодцова, были заменены на кириллицу.

### Третья версия

Последний флаг Коми АССР (1954-1992)

После изменения флага РСФСР в 1954 году флаг Коми АССР был соответственно также изменён. Это было подтверждено внесением изменений в Конституцию Коми АССР 23 июля 1954 года Верховным Советом Коми АССР. Флаг теперь был описан в статье 112 Конституции.
16 марта 1956 года Указом Президиума Верховного Совета Коми АССР утверждено Положение о флаге Коми АССР.
23 мая 1978 г. Чрезвычайная 8-я сессия Верховного Совета Коми АССР 9-го созыва утвердила новую Конституцию Коми АССР. Флаг Коми АССР был описан в статье 158. Дизайн флага остался неизменным.
Новая редакция Положения о флаге Коми АССР была утверждена указом ПВС от 15 сентября 1981 года, а дополнение к Положению было утверждено 18 сентября 1984 года.